# Branimir Petrović
Branimir Petrović (in serbo Бранимир Петровић?; Užice, 26 giugno 1982) è un ex calciatore e allenatore di calcio serbo, vice allenatore del Chimki.

## Carriera

### Nazionale
Ha fatto parte della spedizione serbo-montenegrina ai Giochi olimpici di Atene 2004. Non ha mai esordito nella Nazionale maggiore serba ma vanta 5 presenze e 1 gol nella Nazionale under-21.

## Palmarès

### Club

#### Competizioni nazionali
- Kubok FNL: 2

Ural: 2012, 2013